# قورباغه کوروبور
قورباغه کوروبور (نام علمی: Pseudophryne corroboree) نام یک گونه از تیره قورباغه‌های زمینی استرالیا است.